# Santa Rita (Samar)
Santa Rita ist eine philippinische Stadtgemeinde in der Provinz Samar. Sie hat 41.591 Einwohner (Zensus 1. August 2015).

## Baranggays
Santa Rita ist politisch in 38 Baranggays unterteilt.
| - Alegria - Anibongan - Aslum - Bagolibas - Binanalan - Cabacungan - Cabunga-an - Camayse - Cansadong - Caticugan - Dampigan - Guinbalot-an - Hinangudtan | - Igang-igang - La Paz - Lupig - Magsaysay - Maligaya - New Manunca - Old Manunca - Pagsulhogon - Salvacion - San Eduardo - San Isidro - San Juan - San Pascual (Crossing) | - San Pedro - San Roque - Santa Elena - Tagacay - Tominamos - Tulay - Union - Bokinggan Pob. (Zone 1) - Bougainvilla Pob. (Zone II) - Gumamela Pob. (Zone III) - Rosal Pob. (Zone IV) - Santan Pob. (Zone V) |